# Moody and Sankey
Moody and Sankey war im ausgehenden 19. Jh. ein amerikanisches evangelikales Duo, bestehend aus dem Sänger Ira David Sankey und dem Prediger Dwight Lyman Moody.

## Geschichte
Sankey und Moody begegneten einander im Jahre 1871. Während einer Konferenz des amerikanischen CVJM in Indianapolis bat ein presbyterianischer Pfarrer den anwesenden Sankey, das öffentliche Singen anzuleiten. Der begabte Sänger stimmte das Lied There is a Fountain Filled With Blood an, und es gelang ihm, die jungen Menschen zum Singen zu begeistern. Am Ende des Gottesdienstes kam Moody auf Sankey zu. Sankey gab diesem auf Nachfrage an, dass er verheiratet und Angestellter der Regierung sei und zwei Kinder habe. Der Evangelist forderte ihn auf, seinen Beruf aufzugeben und ihm bei seinen Veranstaltungen zu helfen. Am nächsten Tag bekam Sankey eine Karte mit der Bitte, Moody um sechs Uhr an einer bestimmten Straßenecke zu treffen. Sankey entschied sich, dem Ruf zu folgen. Sankey stellte sich auf Bitten Moodys auf eine Kiste, um zu singen. Arbeiter, die aus den Fabriken nach Hause gingen, blieben stehen, um zuzuhören. Nachdem Sankey sein Lied gesungen hatte, richtete Moody einige Worte an die Zuhörer, die dann, begleitet vom Gesang Sankeys, in die Oper marschierten, wo Moody seine Evangelisation hielt.
Moody hatte seinen Dienst als Sonntagsschullehrer in Chicago begonnen. Der Große Brand von Chicago im Oktober 1871 stellte Moody vor eine Herausforderung. Als durch das Feuer viele seiner Gemeindeglieder ums Leben kamen, nahm er sich vor, seine Vorträge niemals ohne die Möglichkeit zur „Lebensübergabe an Gott“ zu beenden. Die berührende Stimme von Sankey bereitete emotional auf die Predigten vor.
Die beiden reisten gemeinsam durch die Vereinigten Staaten. Sie schrieben und veröffentlichten Erweckungslieder und riefen zur „Lebensübergabe an Gott“ auf. Das Duo kam 1875 erstmals auch nach Großbritannien. Königin Victoria notierte dazu in ihrem Tagebuch: „Es wurde hier viel Aufhebens gemacht wegen der Revivalisten Moody & Sankey. Viele Leute sind verrückt nach ihnen“ Die Zusammenarbeit dauerte bis kurz vor Moodys Tod im Jahre 1899.
Das Format der Veranstaltungen mit Sankey als Sänger und Lobpreisleiter an der American Organ und Moody als Prediger wurde Vorbild und Modell für viele Evangelisten des 20. Jahrhunderts. Es hatte beispielsweise Einfluss auf die walisischen Gwahoddiad-Lieder, die Posaunenchöre und auch auf Reuben Archer Torrey und Billy Graham.